# Gae-wa neukdae-ui sigan
Gae-wa neukdae-ui sigan (개와 늑대의 시간?, lett. Il tempo del cane e del lupo; titolo internazionale Time Between Dog and Wolf) è una serie televisiva sudcoreana trasmessa su MBC dal 18 luglio al 6 settembre 2007.

## Trama
Quando la madre viene brutalmente uccisa dalla Triade in Thailandia davanti ai suoi occhi, Lee Soo-hyun viene adottato dall'agente del NIS Kang Joong-ho, crescendo con il figlio dell'uomo, Min-ki, come fratelli. Diventati adulti, entrambi diventano a loro volta agenti del NIS, e Soo-hyun rivede Seo Ji-woo, incontrata per l'ultima volta in Thailandia quando erano bambini, e iniziano a uscire insieme. Dopo aver rovinato una missione a causa del riaffioramento dei ricordi della morte della madre, e anche a causa della sua sete di vendetta e del fatto che ignori gli ordini, Soo-hyun viene licenziato dal NIS, ma il direttore Jung gli propone di infiltrarsi nella Triade; il ragazzo finge quindi di essere morto in un incidente d'auto e, con la nuova identità di Kay, inizia a lavorare per Mao, capo della Triade, per scoprirne le attività illegali. Tuttavia, ignora che Ji-woo sia la figlia dell'assassino dei suoi genitori.

## Personaggi
- Lee Soo-hyun/Kay, interpretato da Lee Joon-gi e Park Gun-tae (da bambino)
- Seo Ji-woo/Ari, interpretata da Nam Sang-mi e Jung Min-ah (da bambina)
- Kang Min-ki, interpretato da Jung Kyung-ho e Jung Se-in (da bambino)
- Kang Joong-ho, interpretato da Lee Ki-young
- Yoo Kyung-hwa, interpretata da Kim Jung-nan
- Oh Seung-joo, interpretato da Jung Kyung-soon
- Byun Dong-suk, interpretato da Sung Ji-ru
- Jung Hak-soo, interpretato da Kim Kap-soo
- Myung-ae, interpretata da Lee Mi-young
- Choi Il-do, interpretato da Seo Dong-won
- Mao, interpretato da Choi Jae-sung
- Seo Yung-gil, interpretato da Jung Sung-mo
- Giraffe, interpretato da Choi Ji-ho
- Xiao Ming, interpretato da Cha Soo-yeon
- Ah-hwa, interpretato da Park Hyo-jun
- Bae Sang-shik, interpretato da Lee Tae-sung
- Chun Hee-jang, interpretato da Jung Ho-bin

## Ascolti
| Episodio | Data di trasmissione | Dati TNMS           | Dati TNMS                  | Dati AGB            | Dati AGB                   |
| Episodio | Data di trasmissione | A livello nazionale | Area metropolitana di Seul | A livello nazionale | Area metropolitana di Seul |
| -------- | -------------------- | ------------------- | -------------------------- | ------------------- | -------------------------- |
| 1        | 18 luglio 2007       | 10,8%               | 11,7%                      | 8,8%                | 9,3%                       |
| 2        | 19 luglio 2007       | 10,9%               | 12,0%                      | 9,4%                | 10,1%                      |
| 3        | 25 luglio 2007       | 13,7%               | 14,3%                      | 13,2%               | 14,2%                      |
| 4        | 26 luglio 2007       | 15,1%               | 16,2%                      | 12,8%               | 13,3%                      |
| 5        | 1 agosto 2007        | 13,0%               | 14,1%                      | 11,3%               | 11,9%                      |
| 6        | 2 agosto 2007        | 14,1%               | 15,3%                      | 14,1%               | 14,7%                      |
| 7        | 8 agosto 2007        | 17,1%               | 18,4%                      | 15,8%               | 17,2%                      |
| 8        | 9 agosto 2007        | 17,1%               | 18,6%                      | 15,7%               | 16,0%                      |
| 9        | 15 agosto 2007       | 18,0%               | 19,4%                      | 15,6%               | 16,5%                      |
| 10       | 16 agosto 2007       | 16,7%               | 17,0%                      | 16,7%               | 18,2%                      |
| 11       | 22 agosto 2007       | 15,6%               | 16,6%                      | 13,6%               | 14,4%                      |
| 12       | 23 agosto 2007       | 15,8%               | 16,8%                      | 15,3%               | 17,0%                      |
| 13       | 29 agosto 2007       | 15,5%               | 16,3%                      | 14,6%               | 15,1%                      |
| 14       | 30 agosto 2007       | 16,3%               | 16,7%                      | 15,9%               | 15,9%                      |
| 15       | 5 settembre 2007     | 16,6%               | 17,4%                      | 15,1%               | 15,9%                      |
| 16       | 6 settembre 2007     | 16,7%               | 17,3%                      | 17,5%               | 17,1%                      |
| Media    | Media                | 15,2%               | 16,1%                      | 14,1%               | 14,8%                      |

## Riconoscimenti
| Anno | Premio                           | Categoria                             | Ricevente   | Risultato       |
| ---- | -------------------------------- | ------------------------------------- | ----------- | --------------- |
| 2007 | MBC Drama Awards                 | Premio all'eccellenza, attore         | Lee Joon-gi | Vincitore/trice |
| 2007 | MBC Drama Awards                 | Premio all'eccellenza, attrice        | Nam Sang-mi | Vincitore/trice |
| 2008 | Seoul International Drama Awards | Scelto dal pubblico, drama popolare   |             | Vincitore/trice |
| 2008 | Seoul International Drama Awards | Scelto dal pubblico, attore popolare  | Lee Joon-gi | Vincitore/trice |
| 2008 | Seoul International Drama Awards | Scelto dal pubblico, attrice popolare | Nam Sang-mi | Vincitore/trice |